# Meteogramm
Ein Meteogramm ist eine grafische Darstellung der Wetterentwicklung für einen regionalen Bereich. Meist werden sie zu Vorhersagezwecken eingesetzt und sind Ergebnisse der Rechnungen eines numerischen Vorhersagemodells für einen Vorhersagezeitraum.

## Anbieter
Meteogramme stehen in unterschiedlicher Verteilung für die Bereiche Deutschland, Mitteleuropa und den gesamten Vorhersagebereich des Lokalen Modells (Europa) des Deutschen Wetterdienstes zur Verfügung. Vorhersagemeteogramme vieler Regionen Europas und der Welt sind auch für Privatpersonen beim norwegischen Wetterdienst yr.no abrufbar.
Die National Oceanic and Atmospheric Administration stellt weltweit ca. 100 Metogramme online zur Verfügung. OpenSeaMap stellt weltweit für 5000 Seehäfen Meteogramme für einen Vorhersagezeitraum von acht Tagen zur Verfügung.